# ويليام بالدوين (صحفي)
ويليام بالدوين (بالإنجليزية: William Baldwin)‏ هو صحفي أمريكي، ولد في يناير 1951 في نيو كانان في الولايات المتحدة.